# 大彝震
大彝震（？—857年），是渤海国第十一代君主，大氏，在位期間830年至857年，大仁秀的孙子。其父世子大新德早亡，大彝震以王孙嗣位，改元為咸和。

## 生平
建兴十二年（830年）大仁秀去世，大彝震权知国务。遣使至唐朝告哀。翌年改元咸和。咸和元年（831年），唐文宗遣使册封为银青光禄大夫、检校秘书监、忽汗州都督、渤海国王。咸和二年（832年）派遣王子大明俊朝唐。咸和三年（833年）二月，派遣王子大光晟朝唐。咸和六年（836年）夏，派人运熟铜至唐交易。咸和九年（839年）十二月，派遣王子大延广朝贡。咸和十一年冬，派遣政堂省左允贺福延等一百零五人出使日本。咸和十六年（846年）春，派王子大之萼朝唐。咸和十八年冬，派永宁县丞王文矩等一百人出使日本。在位期间，慕华风、崇儒敬佛、加强法制，大彝震模仿唐朝，施行募兵制，建立左右神策軍、左右三軍、一百二十司。十多次遣使朝唐，多次派学生习学汉籍经典，传播中原文化。晚唐诗人温庭筠《送渤海王子归国》诗：“疆理虽重海，车书本一家。盛勋归故国，佳句在中华”。857年大彝震去世，其弟大虔晃即位。

## 家族列表

### 父母及兄弟
- 父亲大新德
- 弟 大虔晃

### 子女

#### 子
- 子 大昌辉
- 子 大明训
- 子 大明俊
- 子 大延广，839年十二月，被派遣到唐朝朝贡唐文宗。
- 子 大光晟，833年二月，被派遣到唐朝朝贡唐文宗。
- 子 大立萼

## 《桓檀古记》
《桓檀古记》称大彝震被尊为莊宗和皇帝。